# Золотополосая пеночка
Золотополосая пеночка (лат. Phylloscopus pulcher) — вид воробьиных птиц из семейства пеночковых (Phylloscopidae). Ранее включался в семейство славковые.
Распространён в Бутане, Китае, Индии, Лаосе, Мьянме, Непале, Таиланде, Вьетнаме. Обитает в бореальных и умеренных лесах. Ареал вида очень широк и он считается обычным в местах своего обитания.
В виде выделяют 3 подвида:
- Phylloscopus pulcher kangrae Ticehurst, 1923 встречается в горных рододендроновых лесах в северо-западных Гималаях;
- Phylloscopus pulcher vegetus (Bangs, 1913) встречается в южном Китае и северо-западном Вьетнаме;
- Phylloscopus pulcher pulses Blyth, 1845 распространён от Непала до Тибета, в юго-западном Китае и северной Мьянме, зимой — на севере Таиланда.